# William Walker
William Walker (Nashville, Tennessee, 8 de mayo de 1824-Trujillo, Honduras, 12 de septiembre de 1860) fue un médico, abogado, periodista, político y mercenario estadounidense. Es el más reconocido de los denominados «filibusteros» del siglo XIX.
En México intentó conquistar, en 1853, los territorios de Sonora y Baja California, lo que lo llevó a fundar la «República de Sonora» que terminó en fracaso. En 1855, junto a un grupo de reclutas conocidos como «Los Inmortales», se dirigió hacia Nicaragua, país que se encontraba inmerso en una guerra civil, y luchó al lado del bando democrático, que pretendía derrocar al presidente legitimista Fruto Chamorro Pérez. Sin embargo, a medida que avanzaba en sus campañas militares, logró asumir el poder mediante unas elecciones amañadas, en las cuales resultó elegido presidente de la nación. 
Debido a la amenaza que representaba su estadía en Centroamérica, los demás países de la región iniciaron una ofensiva para expulsarlo del territorio, dando lugar a la Guerra Nacional de Nicaragua y la Campaña Nacional de Costa Rica. El conflicto también involucró a Estados Unidos, al Reino Unido y al empresario Cornelius Vanderbilt. 
William Walker claudicó el 1 de mayo de 1857 y abandonó el territorio centroamericano. A pesar de su derrota, organizó nuevas expediciones para apoderarse de Nicaragua.

## Primeros años

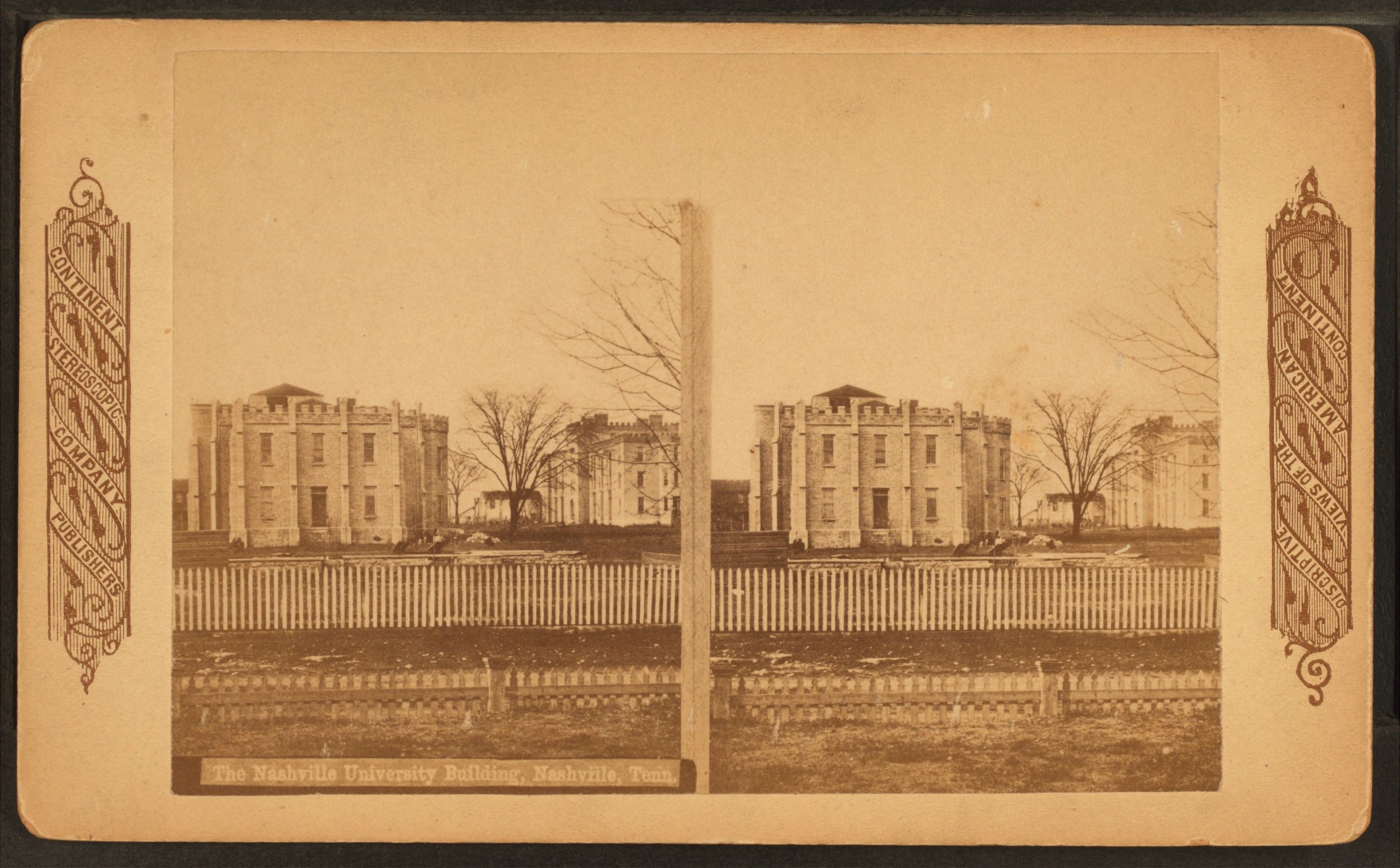
La Universidad de Nashville en la segunda mitad del.

Los padres de William Walker fueron el banquero escocés James Walker, y Mary Norvell, originaria de Kentucky. Fue el mayor de los cuatro hijos de la pareja. En sus años juveniles, siendo educado en un ambiente puritano y austero, se caracterizó por tener una personalidad tranquila y refinada, conducta que daba lugar a que se le catalogara como un afeminado en más de una ocasión. De niño fue buen estudiante y logró graduarse a la edad de catorce años de la Universidad de Nashville, donde la educación impartida era considerada humanista e integral. A los dieciséis años obtuvo un grado superior que comprendía el estudio de la Biblia y literatura clásica. También fue presidente de la Sociedad de Debates de ese mismo centro de estudios.
En esos años, uno de los deseos de sus padres era que William fuese ministro religioso. Por el contrario, el muchacho optó por estudiar Medicina, y logró culminar sus estudios en 1843 de la Universidad de Pensilvania. Posteriormente, continuó su formación en París, ciudad que no era de su agrado por tener —en su opinión— un ambiente pervertido. A pesar de todo, viajó por diferentes países y con el tiempo creció la convicción de que la Medicina no era lo suyo. Por otro lado, no se distinguía por ser adepto a algún vicio. En una de las cartas intercambiadas con un excompañero de la infancia y de la Universidad de Nashville, escribió algunas de sus incipientes inquietudes sobre la política: 

Por lo que a mí respecta, en mi infancia y mocedad había resuelto dedicarme a la política; a veces llegué a creer que había desaparecido en mí hasta el último vestigio de esa idea, pero con frecuencia vuelve cuando sueño despierto, dejándome en dudas si será un ángel de luz o un ángel de las tinieblas.

En 1845, de regreso a Estados Unidos, practicó su profesión en Filadelfia. Sin embargo, decidió estudiar Derecho y logró ser autorizado como abogado en Nueva Orleans, aunque eligió el trabajo de periodista debido a su buena redacción. En este oficio laboró en el periódico Daily Crescent, de esa misma ciudad, cuya línea editorial era considerada por sus críticos como apegada al gobierno del país, es decir, antiesclavista y liberal; opinión contraria al ambiente predominante en el sur de Estados Unidos. Para el caso, en este lugar se alentaba una eventual anexión de Cuba, tema rebatido por los editoriales del Daily Crescent en los que Walker más de alguna vez colaboró.
Durante su estadía conoció a Ellen Galt Martin, de veintitrés años, una joven que se distinguía por su belleza, simpatía e inteligencia, y quien, además, pertenecía a una familia reconocida de la ciudad. Sin embargo, tenía la peculiaridad de ser sorda. Ellen contrastaba en gran manera con el tímido, menudo y delgado William, quien en ese tiempo pesaba unas 120 libras (55 kg). No obstante, es probable que lograra comprometerse con la joven, pero el matrimonio no llegó a realizarse porque Ellen murió de fiebre amarilla el 18 de abril de 1849. De hecho, la localidad entera estaba envuelta en una epidemia. La muerte de Martin marcaría profundamente la personalidad de Walker, al convertirse de ahí en adelante en un sujeto melancólico, a veces paranoico en su comportamiento, y propenso a decisiones atrevidas sin medir las consecuencias.

### Destino manifiesto y filibusterismo

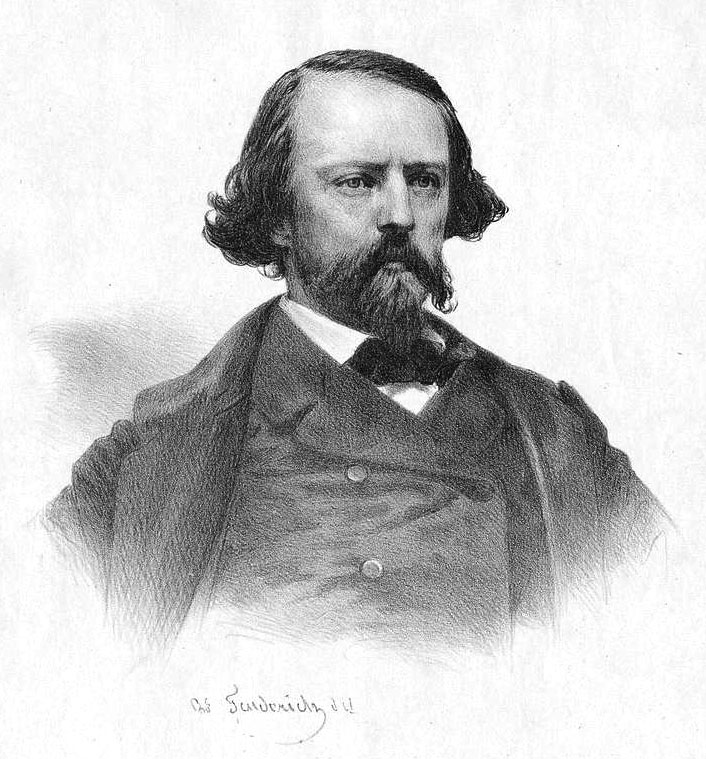
Gaston de Raousset-Boulbon.

En esos años, en los Estados Unidos se encontraba en boga la doctrina del Destino Manifiesto. Tal ideología respaldaba que el país se expandiera sobre los territorios no conquistados de Norteamérica y, en general, sobre el Hemisferio Occidental. De acuerdo con este ideario, no bastaba la ocupación de territorios extranjeros como Texas o California, también era justificable conquistar países como Canadá, México, Cuba o los de Centroamérica. Cualquier medio era justificado para alcanzar este objetivo, desde la adquisición por compra, hasta la vía militar.
Esta doctrina no estaba exenta de racismo, pues consideraba que los habitantes estadounidenses eran superiores a los «mestizos» de los países vecinos ubicados al sur de la frontera, por lo que debían ser «regenerados». Sin embargo, la idea del Destino Manifiesto no era interpretada de igual manera por todos, pues algunos intelectuales del norte del país opinaban que lo mejor era expandir los ideales de democracia y libertad; distinto a los ideólogos de los estados del sur, quienes defendían el objetivo de expandir su territorio junto a la institución de la esclavitud, pues los propios no serían suficientes.
Fue en este período que aparecieron los llamados «filibusteros» entre los años 1840 a 1860. Estos sujetos organizaron «cuerpos militares privados», que provocaban guerras no autorizadas y emprendían campañas contra territorios normalmente en estado de paz con Estados Unidos. Uno de ellos fue Gaston de Raousset-Boulbon quien el año 1852 se trasladó a Sonora mediante una compañía minera en búsqueda de plata, la cual era conformada en su mayor parte por un grupo de socios de origen francés, pues las leyes mexicanas prohibían a estadounidenses colonizar la zona. Sin embargo, la empresa fue relegada y los «filibusteros» intentaron una campaña militar para tomar Hermosillo que acabó en fracaso. Raousset-Boulbon intentó otra expedición en 1854 y terminó sus días fusilado por el ejército federal mexicano. Otro aventurero que tuvo el mismo final fue Henry A. Crabb quien murió fusilado en Caborca el 6 de abril de 1857. A pesar de todo, el mismo Walker justificaría estas operaciones: 

Lo que por ignorancia llaman filibusterismo no es el producto de una pasión o de un deseo desmedido; es el fruto de los instintos seguros e infalibles que obran de acuerdo con leyes tan antiguas como la creación.

## Expedición a México
Para el año 1850, como tantos otros hombres de su generación que buscaban oportunidades en el oeste del país, Walker se dirigió a San Francisco y encontró empleo en el periódico San Francisco Daily Herald. Allí denunció a un juez local de apropiación indebida de los fondos de una herencia. Por la acusación fue retado a duelo por el mismo magistrado, quien sería representado por otro sujeto. Después del encuentro, Walker resultó herido levemente en una pierna. También tuvo otro incidente con un administrador de justicia al que acusaba de ser «muy blando» con los criminales, y terminó encarcelado y multado con 500 dólares. Tales percances empezaron a convertirlo en una especie de héroe local.
Después de ejercer sin entusiasmo la abogacía en Marysville, California, por un breve período, fue atraído por la colonización de Sonora y Baja California, al enterarse por los periódicos de San Francisco que los sonorenses eran asediados por apaches. Asimismo, los rotativos demandaban la presencia de tropas estadounidenses para que los protegiesen, y también hacían notar que en la zona se encontraban ricos yacimientos de plata para ser explotados. De hecho, Walker era de la opinión que los estadounidenses eran los indicados para ocupar México, y no los franceses, como ocurría en ese tiempo.
Intentó asociarse con Raousset-Boulbon, pero este rechazó su propuesta ante el sentimiento antiestadounidense en México. A pesar de todo, la empresa fue organizada en California junto a otros aventureros, y a pesar de la advertencia del francés, Walker llegó a este país en julio de 1853 con un pasaporte en regla. Al arribar a la localidad de Guaymas junto a su colega Henry P. Watkins, las autoridades no le dejaron movilizarse, pues estaban prevenidos de su llegada por medio del consulado mexicano en San Francisco. Ante la negativa, aseveró que su única intención en Sonora era la explotación de tierras para una eventual explotación minera. No obstante, la oposición de las autoridades lo obligó a volver a los Estados Unidos junto con su socio, después de un mes de estadía.
En vista del fracaso, pero convencido del uso de la fuerza para ocupar el territorio, regresó a California y armó una expedición decidido a conquistar Sonora. Su intención era formar una nueva república para integrarla a los Estados Unidos. El 16 de octubre de 1853 se embarcó hacia México con un grupo de medio centenar de reclutas, la mayoría de ellos vagabundos de los muelles californianos. Con la intención de evadir cualquier arresto, zarpó rápidamente a bordo del barco Caroline, ignorando la ley de neutralidad del país. 

### La República de Baja California

La bandera izada por William Walker ostenta dos estrellas que representan a los estados de Baja California y Sonora.

Su primera operación fue realizada en la localidad de La Paz en Baja California Sur, donde izó una bandera con dos franjas rojas y dos estrellas, emblemas de los estados de Baja California y Sonora. El 3 de noviembre de 1853 proclamó que Baja California era libre, soberana e independiente, y después de una victoria sobre un pequeño contingente mexicano la opinión a favor hacia la expedición creció en los Estados Unidos, y nuevos refuerzos partieron en el bergantín Anita con 230 aventureros.

### La República de Sonora
A pesar del optimismo, los filibusteros empezaron a sufrir los primeros contratiempos. Por un lado, la tropa era acechada por las huestes del caudillo Antonio María Meléndrez. Además, las raciones escaseaban, lo que provocó insubordinación y varias deserciones. A pesar de las circunstancias, Walker se proclamó presidente de Sonora, el 18 de enero de 1854, y la nueva república fue dividida en los estados de Baja California y Sonora, esta última regida por el Código Civil vigente en Luisiana.
Sin embargo, Walker ignoraba que el presidente mexicano Antonio López de Santa Anna había firmado un tratado en diciembre de 1853, conocido como «Venta de la Mesilla» (o Gadsden Purchase por los estadounidenses), que cedería a Estados Unidos una franja de terreno en la frontera de ambos países. Probablemente, los mexicanos suscribieron el convenio al percatarse que las acciones de Walker eran indicios de que el gobierno vecino tomaría la zona por la fuerza en un futuro. Una vez realizado el traspaso, el gobierno estadounidense envió correspondencia al presidente mexicano en el que consideraba a Walker un transgresor de las leyes federales.
Vigilado por barcos de guerra mexicanos y estadounidenses, el filibustero, localizado en el puerto de Ensenada, se movilizó con su tropa de 135 hombres con rumbo a Sonora, para fomentar una insurrección contra el gobierno local. También consideró que una eventual anexión del golfo de California podría favorecer a su país para obtener una salida por el lado suroeste del territorio. El 28 de febrero de 1854, hizo jurar una alianza a algunos rancheros a la República de Sonora para iniciar una «campaña militar», pero nuevas deserciones disminuyeron el contingente, aunado a la penosa situación de su milicia. Para contrarrestar esta situación, trató de poner orden ejecutando a los insubordinados.
Los milicianos arribaron al territorio sonorense en estado lamentable, pues habían atravesado terrenos áridos, estaban hambrientos, casi desnudos y rodeados por los tiradores de Meléndrez. Al final, los 34 filibusteros decidieron escabullirse del asedio de los mexicanos y cruzaron la frontera hacia Estados Unidos el 8 de mayo de 1854. Una vez arribaron a su país, se rindieron ante dos oficiales del ejército. William Walker fue trasladado a San Francisco en octubre de ese año, y acabó ante el tribunal de justicia por violar las leyes federales. Él mismo se hizo cargo de su defensa y adujo que su misión era la «liberación» del territorio de Sonora de un supuesto gobierno corrupto. El juez, en su declaración ante el tribunal, se expresó en términos desfavorables hacia el inculpado, pero el jurado lo declaró no culpable. Esta era una señal que Walker, y la idea del Destino Manifiesto, contaban con apoyo de buena parte de la opinión pública.
De acuerdo con el investigador William O. Scroggs, el filibustero no emprendió esta campaña como un «delegado» de los estados esclavistas. Prueba de ello fue que los periódicos de esa región no salieron en su defensa. A manera de ejemplo, un rotativo de Nueva Orleans calificó a los aventureros como «jóvenes atolondrados».

## Primera expedición a Nicaragua

### Preparativos

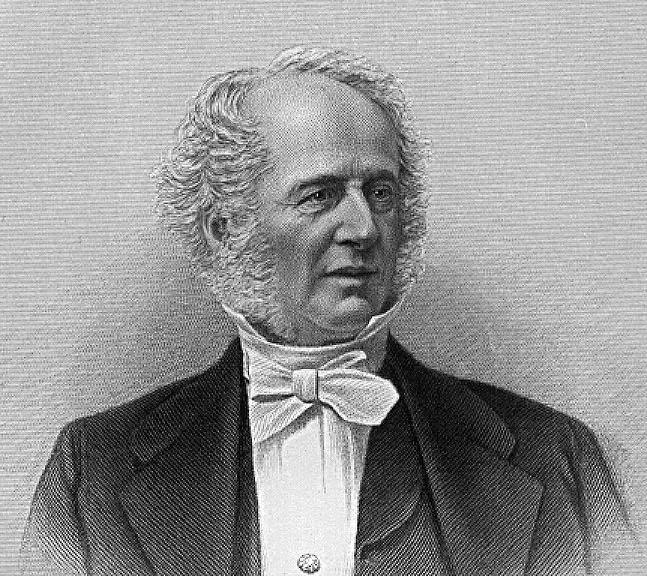
Cornelius Vanderbilt.

Con el descubrimiento de oro en California, la necesidad de transporte hacia el oeste de Estados Unidos aumentaba. Aparte de hacerlo por tierra, la otra alternativa era por vía marítima, siendo una opción atravesar Centroamérica. En los años 1850, Panamá era la ruta más popular, pero fue opacada por unos años por la de Nicaragua, pues ofrecía más ventajas por el buen clima, precios de transporte más baratos y un recorrido más corto. Además, existía la posibilidad de construir un canal interoceánico aprovechando las aguas de los lagos interiores y el río San Juan. Esta oportunidad atrajo la atención del multimillonario Cornelius Vanderbilt (apodado «El Comodoro»), quien llegó a Nicaragua en 1849, para obtener los derechos exclusivos del transporte de pasajeros sobre el territorio mediante la empresa Accesory Transit Company, lo cual fue aprobado por el gobierno nicaragüense.
En 1851 se realizó el primer viaje desde Nueva York a California en 45 días por medio de una línea naviera que era también propiedad del magnate. En Nicaragua, el periplo se iniciaba en San Juan del Norte (también conocido como Greytown), posteriormente se navegaba en el río San Juan hasta el puerto de San Carlos en el lado oriental del lago Nicaragua; de allí, hasta Bahía de la Virgen en la ribera occidental del lago, y después por mula o a pie al puerto de San Juan del Sur en el océano Pacífico. Un año después el servicio fue acortado a 25 días. La empresa había sufrido contratiempos por el rechazo del Reino Unido que no apoyaba una eventual construcción del canal, pues interfería en el territorio bajo su jurisdicción llamado Reino de la Mosquitia que abarcaba hasta el río San Juan. Los británicos no deseaban la presencia de estadounidenses en la zona. Incluso, en el año 1847, habían entrado en conflicto con el gobierno nicaragüense cuando instigaron al rey misquito para que demandase el retiro de las autoridades locales en San Juan del Norte; ante la negativa, los británicos decidieron tomar la localidad.

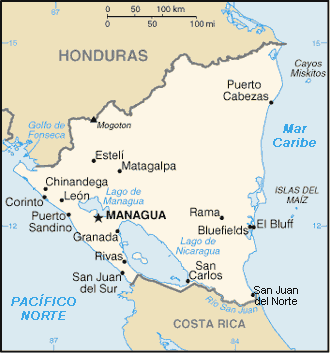
Mapa de Nicaragua.

Fue gracias a la ayuda prestada por el arqueólogo Ephraim Squier, encargado de asuntos relacionados con América Central del gobierno de Estados Unidos, que Vanderbilt pudo obtener derecho de paso en San Juan del Norte, con la salvedad de que la empresa compartiría la vía con otras embarcaciones sin distinción de bandera. También fue coadyuvado por el Tratado Clayton-Bulwer que impedía a ambas naciones colonizar la región, pero garantizaba la «neutralidad interoceánica». Todo esto le dio libertad de desarrollar sus actividades, aunque siempre existía el control de los británicos de esa parte del territorio.
Por su parte, a mediados de la década William Walker hizo una breve aparición en la política y trabajó en los periódicos Democratic State Journal de Sacramento y el Commercial Advertiser de San Francisco. Durante su permanencia en este medio, fue instruido por el editor Byron Cole sobre la situación ideal de Nicaragua como lugar para emprender la colonización, pues le informó del caos político del país, que se encontraba fragmentado por las facciones políticas de legitimistas y democráticos. A grandes rasgos, los primeros tenían su principal asentamiento en Granada, eran de ideología conservadora, y aliados de la Iglesia Católica y del Reino Unido. Los segundos, con asiento en León, tenían pensamiento liberal y eran aliados de Estados Unidos. De acuerdo con Cole, el grupo de los democráticos debían ser apoyados en ese panorama político, muy a pesar de la neutralidad del gobierno estadounidense, con el objetivo de frenar cualquier avance británico. 
El propósito más importante para ambos, sin embargo, era intentar «americanizar» a Nicaragua con las instituciones de Estados Unidos y expandir la colonización de angloparlantes. En este tiempo la Asamblea Constituyente de Nicaragua había nombrado a Fruto Chamorro Pérez como presidente el 30 de abril de 1854, y además había alargado su período de gobierno de dos a cuatro años.
Cole viajó a Nicaragua en el mes de agosto y se entrevistó con Francisco Castellón Sanabria, líder de los democráticos y quien había sido nombrado por ellos presidente provisional de Nicaragua en León desde el mes de junio. Ambos firmaron el Tratado Byron Cole-Castellón que incluía el traslado de un contingente de estadounidenses para sentar plaza en el ejército democrático, con el fin de derrocar —según entendía Castellón— al régimen legitimista de Fruto Chamorro. Sin embargo, este había depositado el poder en José María Estrada para asumir control del ejército desde el mes de mayo.
Al conocer el acuerdo, Walker conjeturó que manifestar en el documento el envío de ayuda militar a Nicaragua le podría traer problemas con la ley de neutralidad de su país. Prefirió entonces que el pacto se modificara con el traslado de colonizadores. Solucionado este punto, abandonó su puesto en el periódico y se propuso partir hacia Nicaragua. Un representante de las autoridades gubernamentales no se opuso al viaje, cuando verificó que el contrato no infringía ninguna ley. El principal contratiempo para iniciar la expedición era la escasez de dinero. En vista del problema, Walker trató de recaudar fondos, pero con escaso éxito. Su única posesión era la embarcación Vesta. Aparte de estas contrariedades, el 12 de marzo de 1855 se vio envuelto en otro duelo del que resultó con un balazo en uno de sus pies.

### Partida hacia Nicaragua

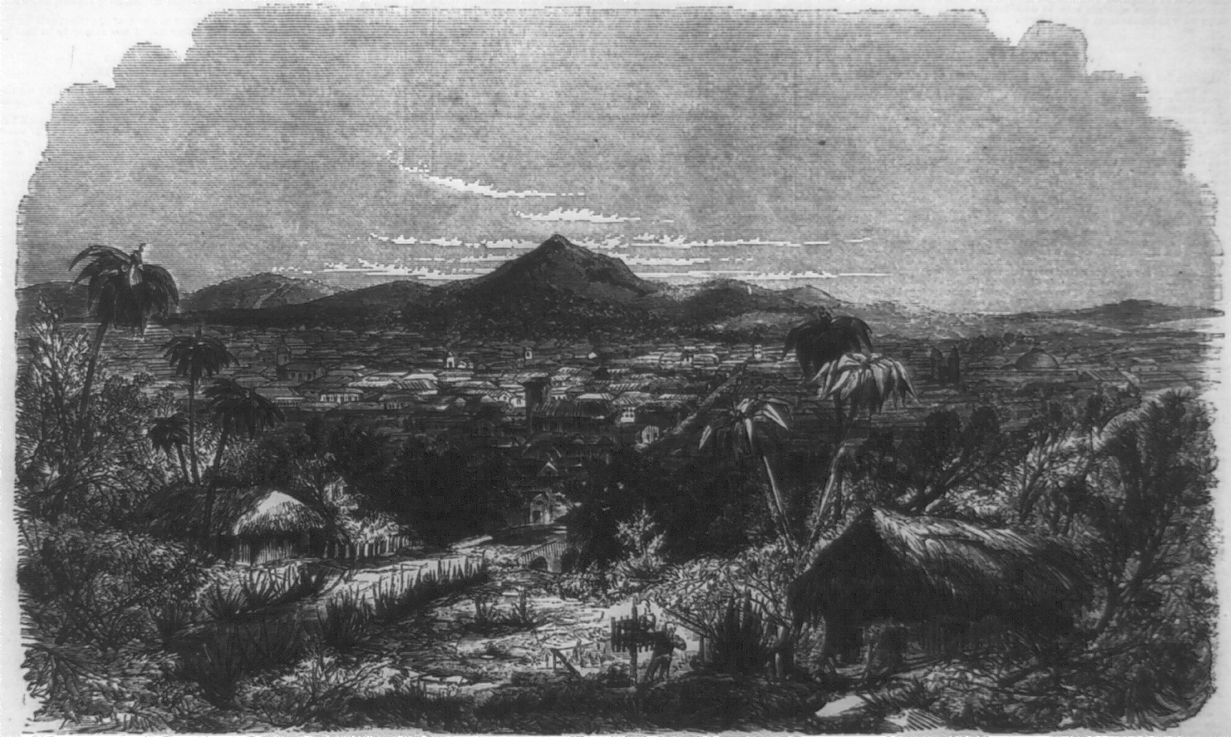
Grabado de la ciudad de León de 1856.

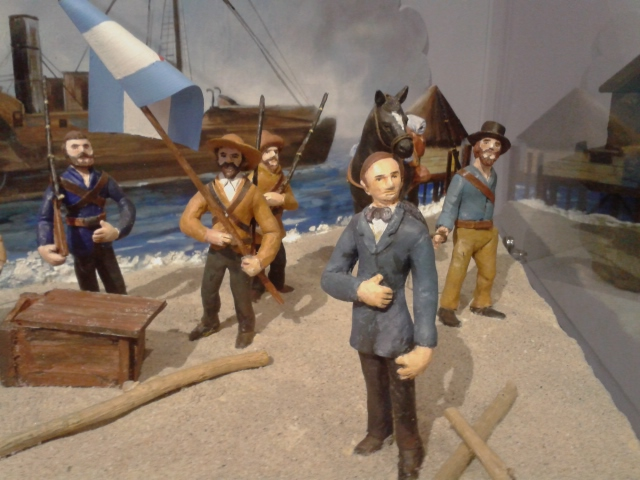
Walker desembarca en El Realejo. Diorama del Museo Histórico Cultural Juan Santamaría de Alajuela, Costa Rica.

Con un conglomerado de reclutas que incluía a distinguidos militares, vagabundos y antiguos camaradas de la aventura en Sonora, se reunieron 58 individuos que serían conocidos como «Los Inmortales». No obstante, a pesar del desinterés de las autoridades californianas, la embarcación fue detenida debido a que algunas provisiones no habían sido pagadas. Mediante intimidación, el dueño de la nave fue persuadido para dejar libre el barco.
Solucionado el contratiempo, «Los Inmortales» zarparon el 4 de mayo de 1855 y llegaron a Nicaragua el 16 de junio desembarcando en el puerto de El Realejo. Posteriormente arribaron a la localidad de León, donde fueron bien recibidos por sus residentes. Walker, una vez en el territorio, amenazó con pena de fusilamiento a su tropa ante cualquier desobediencia. Fue recibido por Castellón quien le nombró ciudadano nicaragüense junto a sus acompañantes, conocidos de allí en adelante como la «Falange Democrática». Además, Walker obtuvo el rango de coronel.
La estadía no estuvo exenta de problemas, pues el filibustero entró en conflicto con otros subalternos de Castellón que resentían la presencia del estadounidense. A pesar de ello, estableció su propio plan de conquistar la ruta de tránsito que atravesaba Nicaragua, para asegurar el apoyo de más filibusteros. Para lograr este objetivo decidió tomar el poblado de Rivas por sorpresa.
Compuesta por 58 militares estadounidenses y 110 nicaragüenses, la tropa emprendió la marcha hacia Rivas con muestras de cortesía en el camino. El 29 de junio de 1855 trabaron batalla contra el ejército legitimista (Primera Batalla de Rivas). El encuentro fue intenso, pero los estadounidenses tenían la ventaja del armamento moderno, entre ellos revólveres Colt y rifles, a comparación de los viejos mosquetes utilizados por los legitimistas. Sin embargo, los filibusteros perdieron a dos valiosos oficiales, más una docena de lesionados y otra de muertos. Terminada la batalla, realizada casa por casa, Walker ordenó la retirada. Se estima que los legitimistas sufrieron diez veces más bajas que las tropas filibusteras, de los cuales sobrevivieron poco más de treinta. Por otro lado, los soldados nativos que les acompañaban al inicio, abandonaron las filas. Los filibusteros se retiraron a San Juan del Sur, capturaron una goleta, tomaron rumbo a El Realejo y después a León con el enemigo persiguiéndoles.
En la huida, uno de los filibusteros provocó un incendio en San Juan del Sur, con el errado propósito de amedrentar a los legitimistas. En el incidente fueron apresados dos individuos, de los cuales uno huyó, siendo el otro ejecutado sin consideración por órdenes de Walker quien no toleraba vandalismo alguno. Al llegar a León supo de la noticia de que seis de sus milicianos, que no habían podido salir de Rivas debido a su estado crítico, habían sido ejecutados y sus cadáveres quemados.

### Ascenso político
En julio de 1855, Byron Cole logró que el militar prusiano Bruno Von Natzmer se uniera a las filas democráticas. También los filibusteros serían reforzados con 300 efectivos nicaragüenses enviados por Castellón. Para este tiempo, Walker hacía notar por sus acciones que no estaba en Nicaragua para ayudar a Castellón y restaurarlo en el poder, sino por el contrario, evidenciaba que su propósito era «regenerar» al país bajo el control anglosajón, donde la restauración de la esclavitud —que emplearía tanto a centroamericanos como a africanos— serían los cimientos del nuevo Estado nicaragüense. Además, la construcción de un eventual canal interoceánico favorecería a su gobierno. Por esta razón, para el estadounidense era necesario tener el control de la ruta que atravesaba el país, para así recibir más refuerzos y armamento. Muy al contrario de sus objetivos, los democráticos sólo estaban interesados en actuar a la defensiva y, principalmente, tomar Granada para llevar a Castellón al poder.

Sin embargo, en medio de la controversia entre los mandos locales y Walker, se encontraba el acecho de los legitimistas cuyas tropas se aproximaban a León al mando del general Ponciano Corral Acosta junto a los refuerzos del presidente hondureño José Santos Guardiola, también conocido como «el carnicero de Honduras». Una situación importante en este escenario era la propagación de la enfermedad del cólera en la región. Finalmente, Walker decidió tomar Bahía de la Virgen en el Lago Nicaragua con 50 filibusteros y 120 nicaragüenses, pero fueron enfrentados el 3 de septiembre de 1855 por 600 hombres de Guardiola. Sorpresivamente, el resultado fue una victoria para los filibusteros, que no tuvieron bajas, contra 60 de los legitimistas. Terminada la reyerta, y contrario a los usos locales, Walker trató adecuadamente a los heridos, tanto amigos como enemigos. Durante la refriega, Castellón murió abatido por el cólera. El triunfo fue celebrado por la prensa de Estados Unidos, y el mismo Walker, ante el deceso de Castellón, empezó a actuar de forma más independiente.
Con el arribo de más voluntarios venidos desde Baltimore, el filibustero dirigió una fuerza armada de 250 milicianos. Dentro del batallón se encontraban pocos nicaragüenses, pues Walker no recurría al reclutamiento forzoso como era usual en ese tiempo. Por esta razón se ganó algún respaldo entre los más desfavorecidos de Nicaragua, al menos en los primeros meses de su estadía. Precisamente, fue a través de un prisionero indultado proveniente de Granada, que iba en misión de asesinarle, que supo de la situación de los legitimistas y de la vulnerabilidad de la ciudad de Granada ante una acometida. En octubre de 1855 decidió atacar. El día once, los filibusteros capturaron el vapor La Virgen de la Accesory Transit Company y desembarcaron cerca del poblado con 100 filibusteros y 250 refuerzos del lado democrático. Al amanecer del día trece la plaza fue ocupada sin contratiempos. Con este triunfo, William Walker se convirtió en la figura política con más poder de Nicaragua.

### Nombramiento como jefe del ejército nicaragüense

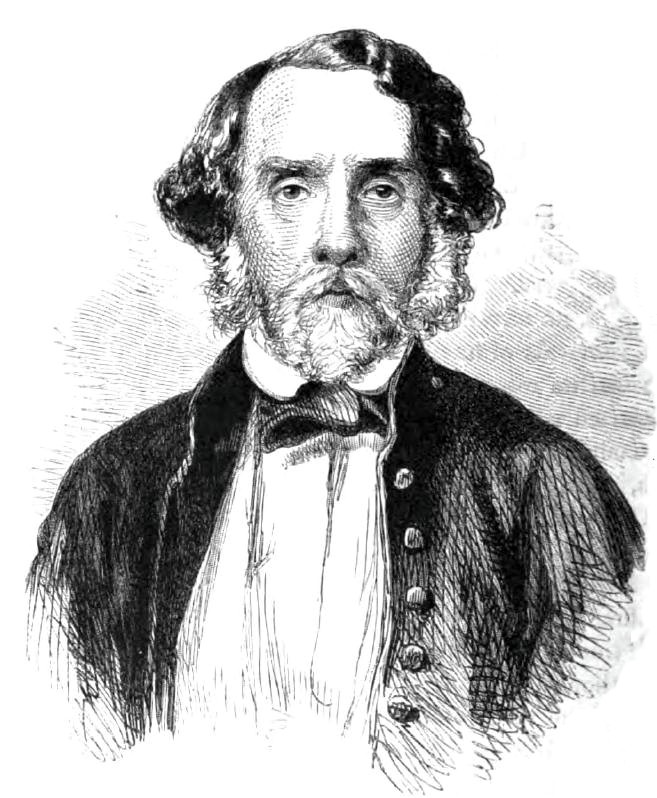
José Trinidad Cabañas, presidente de Honduras entre los años 1852 y 1855.

En Granada, el comandante filibustero se alojó en la casa de una dama influyente de la localidad conocida como «niña Irene». Desde allí impuso una férrea disciplina sobre sus subordinados para evitar saqueos. De hecho, Granada vivió en cierta tranquilidad en los días siguientes. Walker, quien en su campaña se esmeró por tener buenas relaciones con el clero, se hizo acreedor de palabras de encomio del sacerdote Agustín Vijil, quien le llamó «ángel tutelar de la paz».
La caída de Granada llevó a que el presidente José María Estrada huyera de sus funciones, por lo que Walker vio una oportunidad de reorganizar el gobierno. Por otro lado, al día siguiente de la victoria, ciudadanos locales le propusieron la presidencia provisional de la nación, pero él rechazó la petición y, en cambio, dijo que aceptaría la jefatura del ejército. Durante su estadía quiso tener pláticas con el líder Ponciano Corral, comandante de las tropas legitimistas en Rivas para tener negociaciones pacíficas, pero la oferta fue tajantemente rechazada.
De todos modos, un acuerdo fue firmado el 23 de octubre de 1855 a raíz de una serie de graves incidentes. Sucedió que varios transeúntes estadounidenses perdieron la vida cuando fueron atacados por fuerzas legitimistas en Bahía de la Virgen, en búsqueda de algunos filibusteros que habían arribado desde San Francisco. Otro barco de vapor fue baleado cuando atravesaba el río San Juan. En reprimenda, Walker fusiló a miembros notables de los legitimistas; como al más prominente de ellos, don Mateo Mayorga, Ministro de Relaciones Exteriores del Gobierno de Estrada (legitimista), quien guardaba prisión desde la toma de Granada. Con este acto Walker introducía el terror como medida para someter a cualquiera que arriesgue oponérsele, y amenazó con ejecutar a los familiares de los dirigentes legitimistas que permanecían rehenes en Granada. 
A raíz del convenio, Patricio Rivas resultó nombrado presidente provisional, y Walker fue asignado como general en jefe del ejército, aunque de hecho él tenía el poder absoluto en el país. Ponciano Corral ocuparía el Ministerio de Guerra posteriormente. Además, para ese tiempo empezó a circular el periódico El Nicaragüense, medio que fue el primero en denominarlo como el «predestinado de los ojos grises», sobre la base de una vieja tradición de los nativos nicaragüenses la cual establecía que serían liberados de la opresión española por un «hombre de ojos grises».
Por su parte, Ponciano Corral —inquieto por el avance de los democráticos y de los filibusteros en la política local— mandó en secreto cartas a Pedro Xatruch y José Santos Guardiola, en las que pedía la intervención de sus gobiernos y advertía del grave peligro de los invasores en la región. Las cartas cayeron en manos de Walker por medio del mensajero que trasladaba los escritos y quien no era adepto a los legitimistas. Cuando supo del contenido de las misivas, sentenció a Corral a muerte por fusilamiento, que se llevó a cabo el día 8 de noviembre de 1855. El ajusticiamiento causó pesar en la población de Granada al tratarse de un héroe local.
Aunque Walker se ganaba el apoyo de los liberales nicaragüenses y de los esclavistas de Estados Unidos, que veían la oportunidad de anexionar Centroamérica, también ganaba cierta aversión en la región centroamericana e incluso del Reino Unido que no admitía su presencia en el territorio. Para el 3 de diciembre arribó a Granada el hondureño José Trinidad Cabañas —quien antes había prestado su ayuda a los democráticos nicaragüenses— y se entrevistó con Walker para pedirle su ayuda contra Guardiola, quien le había despojado del poder. Sin embargo, la asistencia fue denegada por Walker, quien probablemente tomó esta decisión para no aliarse con alguien de tanta influencia en la región. Ante el agravio, Cabañas tomó rumbo a San Salvador, y allí inició una campaña contra el filibustero al dilucidar sus verdaderas intenciones en Nicaragua. Esta desunión con Cabañas causó una serie de renuncias de importantes miembros del gobierno de Rivas.

### Declaración de guerra de Costa Rica

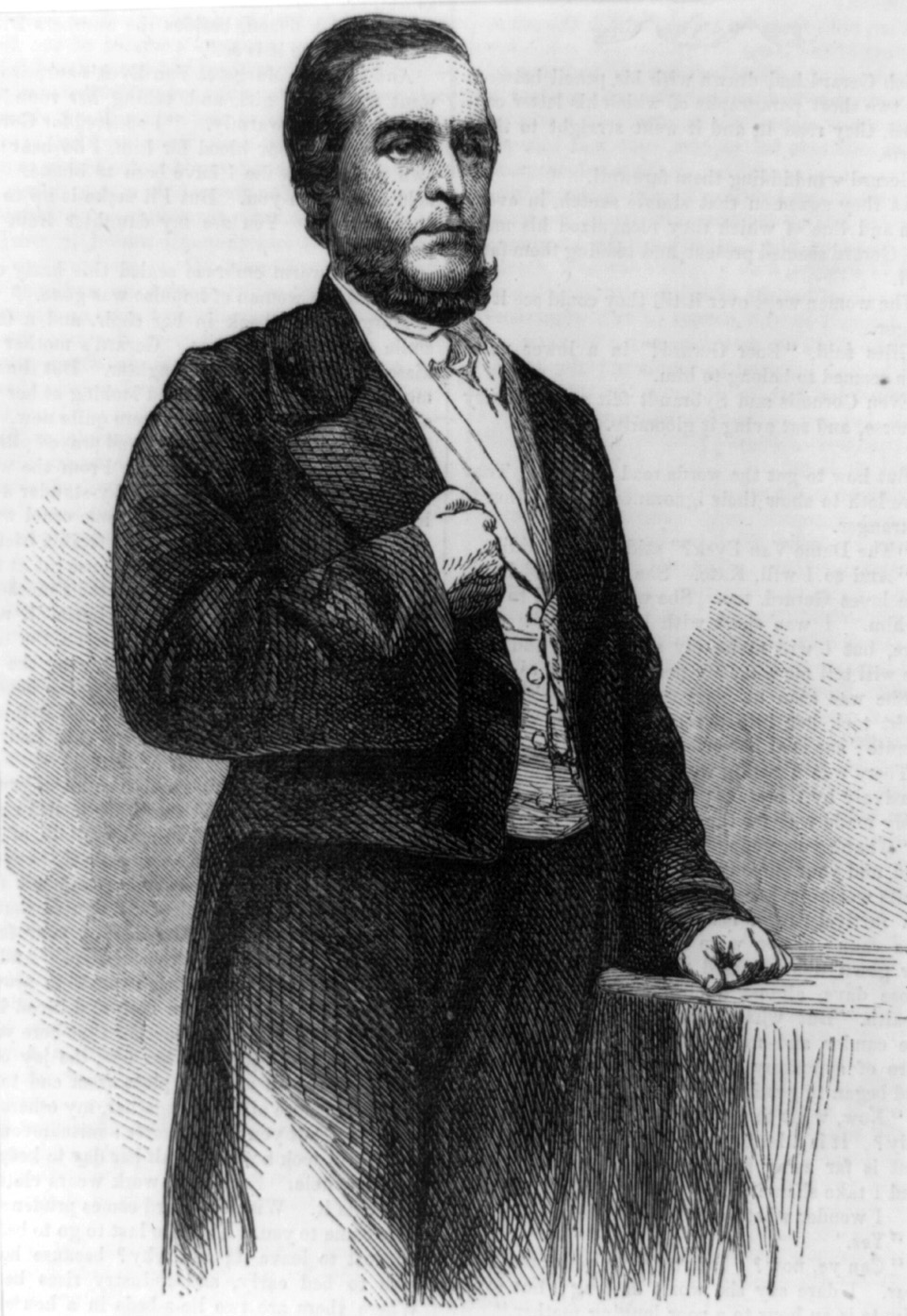
Juan Rafael Mora Porras, Presidente de Costa Rica durante los períodos 1849-1853 y 1853-1859.

En un momento que había crecido la simpatía hacia el aventurero, y tratando de impedir una confrontación directa con el Reino Unido, el 8 de diciembre de 1855 el gobierno de Estados Unidos prohibió la salida de expediciones hacia Nicaragua. Debido a esto, oficiales fueron despachados para impedir la violación a las leyes. Walker, por su parte, trataba de mantener conversaciones con el gobierno a través de su representante Parker H. French, pero el comisionado fue ignorado por el Secretario de Estado William L. Marcy. Asimismo, a pesar de que el representante diplomático estadounidense en Nicaragua John H. Wheeler, amigo y seguidor del filibustero, había reconocido el gobierno de Rivas el 10 de noviembre, fue desautorizado por el gobierno de su país en cumplimiento de las disposiciones del tratado Clayton-Bulwer.
En vista del rechazo, los países centroamericanos (Guatemala, Costa Rica, Honduras y El Salvador) vieron fortalecidas sus intenciones de formar una fuerza contraria a los filibusteros. Aunque Walker deseaba una convivencia pacífica, esto no fue admitido por las naciones vecinas, pues el filibustero incrementaba sus tropas con la llegada de más estadounidenses, aunque estos milicianos —entre ellos vagabundos y aventureros— se desilusionaban a su llegada debido a la férrea disciplina impuesta por Walker y las penosas condiciones del lugar.
La situación del filibustero tendría un giro importante a principios de 1856 cuando entró en conflicto con el empresario Vanderbilt. Aconsejado por dos rivales del «Comodoro», Charles Morgan —quien estaba al mando de la Accesory Transit Company desde 1853 en ausencia de Vanderbilt— y C.K. Garrison, Walker conminó al entonces presidente Patricio Rivas que revocara el otorgamiento de la ruta a la empresa interoceánica, por una supuesta deuda al gobierno de Nicaragua. Al contrario, esta resolución pretendía que Morgan y Garrison tuvieran el control de la ruta y garantizar el envío de más milicias filibusteras.
Una vez hecha la revocación, Walker perdió lo que pudo haber sido la participación de un poderoso aliado como lo era Vanderbilt, quien optó por no reactivar su negocio en esa misma ruta en común acuerdo con la Pacific Mail Line, para no competir en la ruta a través de Panamá. Esto ocasionó la pérdida de provisiones y reclutas para el país, pues Morgan y Harrison nunca organizaron la asistencia prometida, lo que permitió que las cuatro naciones centroamericanas se preparasen para atacar Nicaragua junto a los legitimistas. La situación se complicaba ante las órdenes del presidente Franklin Pierce de impedir la salida de expediciones militares hacia Nicaragua. No obstante, cientos de aventureros se escabulleron bajo la apariencia de emigrantes.
Por otro lado, en Costa Rica regía el presidente Juan Rafael Mora Porras, cuyo gobierno era apoyado por el Reino Unido. Aparte de la amenaza filibustera sobre este país a raíz de los sucesos en Nicaragua, se encontraba el interés costarricense sobre el territorio del Partido de Nicoya —hoy— Guanacaste, que se encontraba en disputa con la vecina nación (ya que el mismo Partido en votación a cabildo abierto, había votado en favor de anexarse a Costa Rica el 25 de julio de 1824), y la oportunidad de ganar el control sobre la ruta interoceánica en vistas al futuro. El 1 de marzo de 1856, Mora declaró la guerra a Nicaragua ante una posible invasión, iniciando así la Campaña Nacional de Costa Rica. El gobierno de Rivas hizo lo propio el 11 de marzo. Walker intentó frenar cualquier avance costarricense, y por ello desplegó una tropa comandada por el coronel Louis Schlessinger sobre Guanacaste que fue derrotada el 20 de marzo en la hacienda Santa Rosa. El fracaso abatió la moral de los filibusteros.
El ejército costarricense, comandado por José Joaquín Mora Porras, avanzó en el territorio vecino ocupando las ciudades de Rivas y Bahía de la Virgen, importantes poblados de la ruta del tránsito por un lapso de dos meses. Este nuevo golpe provocó numerosas deserciones entre los estadounidenses. Al mismo tiempo, la ingesta excesiva de alcohol hacía mella en las tropas filibusteras, lo que obligó a Walker a tomar medidas disciplinarias; incluso su hermano Norvell fue despojado de su calidad de capitán.
El 11 de abril, Walker organizó un contraataque en Rivas (Segunda Batalla de Rivas), ocupada por unos 3000 combatientes enemigos, la mayoría costarricenses. Sus bajas fueron considerables, pero se estima que los decesos de los asediados fueron cinco veces más numerosas. Durante la refriega, el soldado costarricense Juan Santamaría realizó un acto heroico cuando prendió en llamas un edificio llamado «el mesón» donde estaban guarnecidos los filibusteros, cuyas tropas debieron abandonar la localidad derrotadas. Sin embargo, los costarricenses no disfrutaron de la victoria ni mantuvieron la ocupación, pues debieron alejarse de Nicaragua el 26 de abril por los estragos de la enfermedad del cólera. En medio del caos, el filibustero mostró consideración con los enfermos del bando contrario. Según Scroggs, quien retoma las palabras de un historiador, asevera: «En honor a la verdad…Walker trató con humanidad a los soldados que le fueron recomendados». Por otro lado, en esos días se desató en Panamá un tumulto denominado el «Incidente de la tajada de sandía» debido, en parte, a falsos rumores de una invasión del filibustero.
Mientras esto ocurría, el padre Agustín Vijil, nombrado ministro del Exterior del gobierno de Rivas, dio un lapso de optimismo al ser recibido por el Departamento de Estado de los Estados Unidos en el mes de mayo. Pero el entusiasmo duró poco, pues el sacerdote renunció a su cargo ante la presión de los ministros de América Latina y la actuación velada de los gobiernos del Reino Unido y España, debido a su estrecha amistad con el filibustero.

### Walker presidente de Nicaragua

Bandera del Gobierno de William Walker (1856-1857).

En medio de cierta calma política, pero con la epidemia del cólera haciendo estragos, en junio de 1856 Walker instó a Patricio Rivas para que convocase a elecciones presidenciales. Sin embargo, el presidente provisional huyó hacia Chinandega al esparcirse el rumor de que sería arrestado junto al ministro de Guerra Máximo Jerez Tellería y otros democráticos, pues Jerez había tenido un altercado con Bruno Von Natzmer. Por su parte, Walker abolió el gobierno de Rivas e instaló como presidente provisional a Fermín Ferrer el 20 de junio. En el decreto de nombramiento, recalcó que todo aquel que se opusiera a la nueva administración sería declarado traidor y castigado con pena de muerte. De esta manera, en Nicaragua coexistían tres presidentes: José María Estrada en sucesión de Fruto Chamorro; Patricio Rivas instalado en Chinandega, y Fermín Ferrer en Granada.
El 29 de junio tuvieron lugar las elecciones que se llevaron a cabo con severas irregularidades. Walker, por el contrario, resaltaba la asistencia masiva de los votantes, acontecimiento que jamás había ocurrido en el país. Él mismo resultó «elegido» presidente de Nicaragua con 15 835 votos, muy lejos del próximo candidato Fermín Ferrer, que obtuvo 4447. De acuerdo con un corresponsal del New York Times:

Ustedes sin duda han visto el resultado de las elecciones publicadas por El Nicaragüense… ¡en algunas poblaciones le dan a Walker más votos que el cuádruple de los habitantes, contando a todos los hombres, mujeres, niños y bestias!

Sin embargo, su optimismo se vio truncado, pues sus opositores tenían control en buena parte del país que incluía a los territorios de León, Chinandega y Matagalpa. El 12 de julio de 1856, Ferrer juramentó a Walker como presidente de Nicaragua en la plaza Mayor de Granada. En su discurso, Walker pronunció su intención de formar un gobierno federal que abarcara a toda la América Central, y en un futuro a Cuba. Este propósito era contrario a las intenciones de otros partidarios que deseaban anexar Nicaragua a los Estados Unidos. El nuevo mandatario recibió el apoyo del representante de Estados Unidos en Nicaragua, John H. Wheeler, quien había sido instruido por el Secretario de Estado de su país para que estableciera relaciones diplomáticas con Nicaragua, sin estar al tanto que Walker era el «presidente». Al saberlo, obligó a renunciar a Wheeler.
Aunque sus acciones ofendían a los demás países latinoamericanos, en Nueva York eran celebradas las «proezas» del filibustero a través del drama teatral Nicaragua, or general Walker's Victories, escenificada en julio de 1856 y promovida por los defensores del Destino Manifiesto. Por el contrario, en Nicaragua, su gobierno se encontraba escaso de dinero. Con el objetivo de llenar las arcas del Estado, confiscó bienes de los opositores para venderlos en pública subasta; asimismo, instituyó nuevamente la esclavitud en el país, abolida en 1824, pues opinaba que de esta institución dependía la presencia permanente de la raza blanca en la región y le ganaría simpatía de los estados del sur estadounidense. También ordenó la entrega de tierras estatales a filibusteros. Por otro lado, sus intenciones de formar un estado rival de su propio país, ahuyentó el apoyo que tenía entre algunos pobladores del norte de Estados Unidos.

### El Ejército Aliado Centroamericano
Los gobiernos de Honduras, El Salvador y Guatemala firmaron un Tratado de Alianza el 18 de julio de 1856, en el que reconocían la presidencia de Patricio Rivas, y se organizaban para «la defensa de su soberanía e independencia». Las fuerzas totalizaban unos 1300 soldados. Costa Rica, que no abandonó la causa antifilibustera, no pudo atender en ese momento el acuerdo debido al estado maltrecho en que se encontraba el país por la peste del cólera y otros problemas políticos en San José. A lo largo del conflicto, los contingentes serían comandados por Mariano Paredes y José Víctor Zavala (Guatemala), Florencio Xatruch y Juan López (Honduras), y Ramón Belloso (El Salvador), quien fue nombrado general en jefe por Rivas en la ciudad de León. Esta designación provocó posteriores divergencias entre los otros caudillos, principalmente de José María Estrada y el guatemalteco José Víctor Zavala. Al ejército centroamericano se agregarían posteriormente los costarricenses al mando de José Joaquín Mora y José María Cañas.
A medida que finalizaba el año, las fuerzas de Walker eran asediadas por diversos frentes. También su administración recibió otro revés por la firma de la paz de legitimistas y democráticos, mediante el llamado "Pacto Providencial", el 12 de septiembre de 1856, en León, en la que declararon la guerra en forma conjunta a la presencia filibustera.
Los estadounidenses sufrieron una de sus más severas derrotas en la batalla de San Jacinto el 14 de septiembre de 1856, donde las fuerzas de Walker —que eran 300 efectivos— fueron vencidas por 160 efectivos del Ejército del Septentrión, liderados por el coronel José Dolores Estrada Vado, gracias a un ataque a la retaguardia de los filibusteros que causó una estampida de los caballos de la hacienda San Jacinto que bajaron del cercano cerro e hicieron creer a estos que llegaban refuerzos para Estrada por lo que huyeron; dos días después Byron Cole perdió la vida en la hacienda San Ildefonso adonde había llegado pidiendo refugio. Empero, en esos días arribó una inesperada ayuda de parte de Charles Frederick Henningsen, un aventurero de renombre mundial interesado en la lucha filibustera y quien aportó armamento a las huestes. 
Con esta inesperada asistencia, Walker se vio animado a emprender un ataque sobre Masaya en noviembre con unos 300 hombres, pero no obtuvo éxito y perdió un tercio de su fuerza. A principios de ese mismo mes, el gobierno costarricense reanudó la guerra contra los filibusteros e impuso un bloqueo a San Juan del Sur y el río San Juan. Mientras, los aliados comenzaron a rodear la ciudad de Granada. En vista de los hechos, Walker dio órdenes a Henningsen para destruir el poblado, porque no podía ser defendido; además, dejarla intacto sería perder el prestigio que había ganado al apoderarse de la capital de los legitimistas. El asedio se prolongó desde el 24 de noviembre hasta el 14 de diciembre. En la huida de la ciudad, que resultó asolada y en medio de las ruinas, el propio Henningsen plantó un letrero con las palabras «Aquí estuvo Granada».
Aunque Walker deseaba que Granada fuese destruida por motivos estratégicos, lo que provocó fue el enfurecimiento de los centroamericanos por la destrucción de la simbólica ciudad. Años después escribiría: 

El cariño de los antiguos chamorristas por Granada era grande y peculiar. Amaban a su principal ciudad como a una mujer; al cabo de los años todavía asoman las lágrimas a sus ojos cuando hablan de la pérdida de su querida Granada.

A pesar del avance, los aliados no tenían un gran momento debido a las bajas sufridas. Sin embargo, Vanderbilt, junto al apoyo británico, aportaron armamento y dinero a las tropas costarricenses para cortar el tránsito del río San Juan. Esto fue logrado a finales de 1856 con la toma de un campamento en La Trinidad (poblado donde el río Sarapiquí se une al río San Juan), el fuerte Castillo Viejo y una fortaleza en San Carlos, más el apresamiento de los vapores La Virgen y San Carlos. La ofensiva dejó aislado al gobierno de Walker, por la interrupción de la ruta de suministros en el mar Caribe. A esta altura, el filibustero se encontraba abandonado: en California el apoyo decrecía hacia su persona; de los estados del sur estadounidense no podían partir refuerzos por la falta de transporte; y Morgan y Harrison habían sido forzados a interrumpir operaciones. Asimismo, a principios de 1857 el presidente Mora aprovechó la ocasión para repartir hojas sueltas en las que prometía protección a quienes abandonasen al invasor. También la escasez de alimentos era insoportable entre las tropas filibusteras. La localidad de Rivas, donde sufrió dos acometidas de los aliados (Tercera y Cuarta Batalla de Rivas), se transformó en el último refugio de William Walker y su tropa.

### Rendición
El 6 de febrero de 1857 ancló en San Juan del Sur la balandra St. Mary's dirigida por el capitán estadounidense Charles H. Davis. El 30 de abril, este militar ofreció su mediación al entonces general en jefe de las fuerzas aliadas José Joaquín Mora, para lograr la rendición de Walker, así como garantizar la protección de mujeres y niños.
Enterado de la propuesta, el filibustero aprovechó la ocasión para pedir la protección de sus compatriotas y aliados nicaragüenses. Al final, acompañado de Henningsen firmó la claudicación el 1 de mayo de 1857 en Rivas ante la fuerza naval estadounidense. Los aliados centroamericanos no estuvieron presentes en el acuerdo. Fueron 463 hombres quienes depusieron las armas. El 5 de mayo, Walker —acompañado por Davis y junto a 16 oficiales— partió a bordo del St. Mary's desde San Juan del Sur hacia Panamá y después a Nueva Orleans.
Sin embargo, debido a que la capitulación no fue realizada ante representantes de las autoridades gubernamentales centroamericanas, Walker no se consideraba del todo rendido. Además, no existía cláusula alguna que le impidiera su retorno a Centroamérica. No obstante, la rendición provocó mucho resentimiento entre sus seguidores, pues le acusaron de haberlos abandonado.
De acuerdo con un informe de Charles Henningsen, unos 1000 filibusteros perdieron la vida en combate o por enfermedades en toda la campaña; y, según el autor Walter O.Scroggs, el número de muertes de los aliados centroamericanos fue cuatro o cinco veces mayor que las padecidas por los filibusteros.

## Segunda y tercera expediciones a Nicaragua

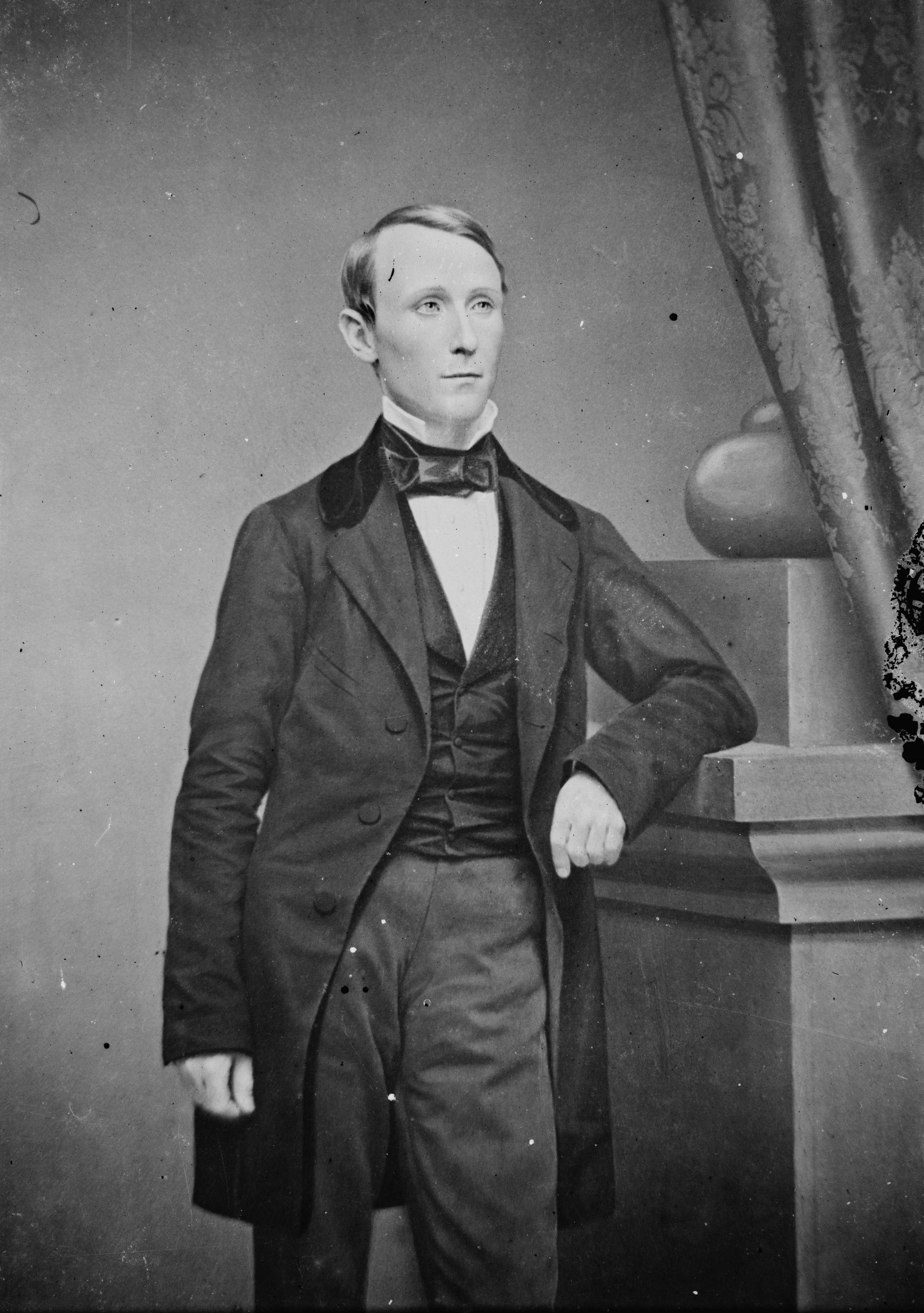
Walker entre 1855 y 1860.

El 27 de mayo de 1857, William Walker fue recibido como un héroe en Nueva Orleans. En una alocución culpó al Secretario de Estado William L. Marcy, a abolicionistas y británicos, por no haber logrado sus objetivos. Además, remarcó la incapacidad de los nicaragüenses para autogobernarse y reclamó el apoyo necesario de los esclavistas para «americanizar» el territorio. En junio visitó al presidente James Buchanan, y le expresó que hubiera derrotado a los aliados centroamericanos de no haber sido por la «intromisión» de Charles H. Davis. En Nueva York también fue acogido con entusiasmo. No así por la prensa, que aprovechó para divulgar la llegada de un barco desde Centroamérica con pasajeros que participaron en el conflicto y quienes llegaron en lamentables condiciones; a través de sus testimonios, fueron conocidas la indolencia y crueldad del malogrado presidente de Nicaragua hacia sus personas.
Sin embargo, el filibustero fundó una organización clandestina llamada la «Liga Centroamericana» para financiar una nueva expedición en Nicaragua, aunque con ciertos tropiezos debido a la depresión económica de ese año (1857). Aun así, había jóvenes ansiosos de enfrentar la aventura. Partió de la bahía de Mobile el 14 de noviembre de 1857 con 270 hombres en el vapor Fashion. Los alguaciles, en representación del gobierno y en vista de la violación de las leyes de neutralidad, se desplazaron en la corbeta Saratoga a Nicaragua para interceptarlo. Nueve días después de su partida, la flotilla filibustera se aproximó a la desembocadura del río Colorado y organizó una escuadrilla para retener a los costarricenses que resguardaban los barcos de la Accesory Transit Company y después tomar el Castillo Viejo. La misión fue exitosa, pero un día después de que Walker recibiera la noticia, la corbeta Saratoga y la fragata Wabash, comandadas por el oficial Frederick Chatard y el comodoro Hiram Paulding respectivamente, junto a otras naves estadounidenses y británicas, impidieron su movilización. De inmediato le exigieron la rendición y el filibustero asintió, capitulando ante Paulding el 8 de diciembre.
El grueso de filibusteros fue enviado a Estados Unidos el 12 de diciembre de 1857, pero Walker fue enviado aparte con rumbo a Nueva York, atravesando Panamá. Una vez que arribó a Nueva York se entregó a los alguaciles. Asimismo, fustigó a Paulding por violar el suelo nicaragüense y arrestarlo; de hecho, en el sur del país y en el Congreso hubo mucha controversia a favor y en contra de la decisión del militar, que terminó en una reprimenda a Paulding y una breve suspensión de su cargo. El filibustero terminó siendo juzgado en Nueva Orleans junto a su colega Frank Anderson a mediados de 1858 por violar las leyes de neutralidad, pero al final el caso fue desatendido por el fiscal de distrito.
Nuevamente, con el apoyo de los esclavistas, Walker empezó una serie de alocuciones en la región y de paso recaudó dinero para una nueva expedición sobre Nicaragua. Debido al éxito de la gira, nació The Southern Emigrant Society. Una vez más, a bordo del barco Susan y con la misión de tomar la Fortaleza de San Fernando en Omoa, unos 150 filibusteros emprendieron el viaje a Centroamérica desde Mobile. Walker seguiría detrás en otra embarcación, pero la nave Susan encalló cerca de la Honduras Británica, actual Belice, el 16 de diciembre de 1858. Después de este nuevo y frustrado intento, entre los años 1859 y 1860 le fue ofrecido un contrato por los editores S.H. & Goetzel de Mobile, para que escribiese un libro sobre sus memorias, y así fue publicado La guerra en Nicaragua. Asimismo, en este tiempo se convirtió al catolicismo.

## Última expedición

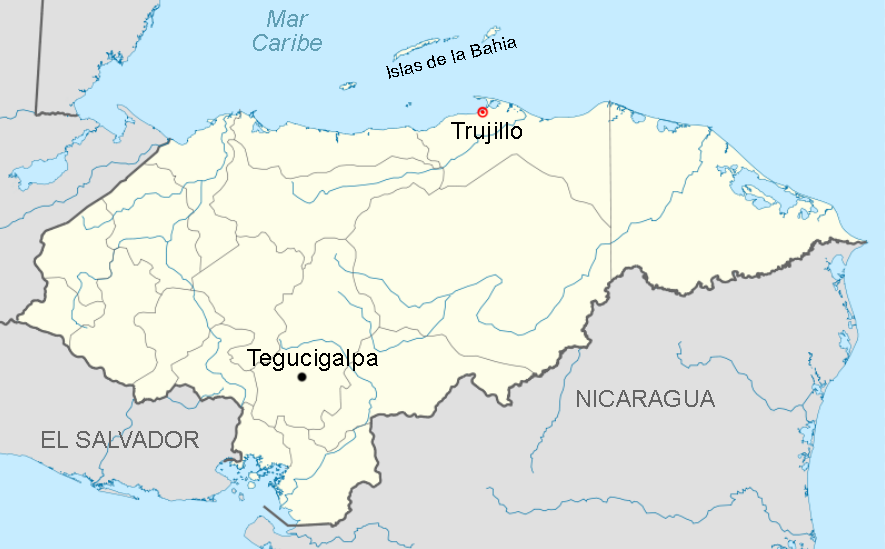
Ubicación de Trujillo en Honduras.

En su estancia en Nueva Orleans, en abril de 1860, Walker se enteró del traspaso de las islas de la Bahía que iba a realizar el Imperio Británico a Honduras por el Tratado de Comayagua. Supo además del descontento de los colonos ingleses de las islas ante la transacción y se propuso auxiliarles. Su plan consistía en intentar asociarse con José Trinidad Cabañas, quien trataba de reasumir el poder en Honduras. De lograrlo podría controlar este país, organizar un ejército y después batir a los ejércitos de Nicaragua y Costa Rica. Como primer paso organizó un viaje a las islas para estudiar el terreno y planear una revuelta, por lo que eligió la isla de Cozumel como una eventual base.
El 5 de junio de 1860 partió desde Estados Unidos una tropa de un centenar de hombres desde Mobile en la goleta John E. Taylor. Otra embarcación con suministros, el Clifton, zarpó desde Nueva Orleans. Sin embargo, los británicos, que estaban al tanto de los planes, interceptaron el Clifton en Belice y posteriormente recomendaron al gobierno hondureño demorar el traspaso de las islas, para entorpecer las intenciones de los filibusteros. Finalmente, los estadounidenses se reunieron en Roatán el 27 de julio. Walker, asediado por barcos británicos, resolvió atacar la fortaleza localizada en el puerto de Trujillo. Pero, los residentes estaban alertados de los movimientos.
En la noche del 5 de agosto de 1860, noventa y un filibusteros llegaron a una bahía distante 3 km de Trujillo. Al amanecer del 6 de agosto, Walker y el coronel Thomas Henry encabezaron la toma de la fortaleza, la cual fue un éxito, sin haber tenido bajas. Una vez allí declaró la ciudad como puerto libre, con el propósito de dañar la economía hondureña al interrumpir la recaudación de aranceles, pero la maniobra fue inútil, pues todos los tributos percibidos en este lugar serían traspasados a los británicos para pagar una antigua deuda. Intentó contactarse con José Trinidad Cabañas por medio de Thomas Henry, pero este emisario se involucró en una reyerta antes de reportarse a su regreso y murió dos semanas después sin revelar alguna noticia. El día 19 de agosto, el barco británico Icarus, dirigido por el coronel Norvell Salmon, arribó cerca de Trujillo y desde allí fue enviada una nota a Walker reclamándole la rendición, con la garantía de hacerlo ante las autoridades británicas, puesto que la presencia de los filibusteros entorpecía la devolución de las islas de la Bahía. Después de un intercambio de notas, el filibustero, con otros 65 hombres, emprendió la huida para buscar a Cabañas.
En la travesía fueron perseguidos y hostigados por las tropas hondureñas. Al arribar cerca de río Tinto, la cuadrilla estaba reducida a 31 hombres, entre ellos se encontraba Walker herido y sumido en fiebre, siendo al fin avistado por Salmon el 3 de septiembre. El oficial demandó nuevamente la rendición del filibustero, quien asintió cuando se aseguró que lo hacía ante las autoridades británicas y no las hondureñas. Cuando se le preguntó sobre su persona, aseveró ser el presidente de Nicaragua. Una vez en Trujillo, le fue informado que sería entregado al gobierno hondureño, decisión que le sorprendió e indignó. Acabó encerrado en la fortaleza del poblado, donde esperó las instrucciones que desde Comayagua, en ese entonces capital de Honduras, decidirían su suerte.

## Muerte
La resolución, tomada por José Santos Guardiola, fue la sentencia a muerte. Uno de sus oficiales, de apellido Rudler, obtuvo una sentencia de cuatro años de prisión, aunque posteriormente sería indultado. El resto de los presidiarios fueron enviados a Estados Unidos.
A las 8 de la mañana del 12 de septiembre de 1860, William Walker fue llevado frente a un pelotón de fusilamiento en las cercanías de Trujillo. Iba flanqueado por dos curas y caminaba en medio de las burlas de los locales. De acuerdo con un testimonio: 

Mostró siempre la mayor sangre fría, ni siquiera cambió de color cuando caminaba de la prisión a la plaza donde fue ajusticiado.

Un batallón de soldados ejecutó la orden. Después de dos ráfagas y un tiro de gracia cayó muerto. Su cuerpo fue enterrado según los ritos católicos. Mientras, en Estados Unidos, Salmon fue objeto de críticas por su actuación engañosa y la posterior ejecución del filibustero, después de prometerle protección en nombre del gobierno británico. Sin embargo, la muerte de Walker fue recibida con indiferencia por la opinión pública del país.

## Consecuencias

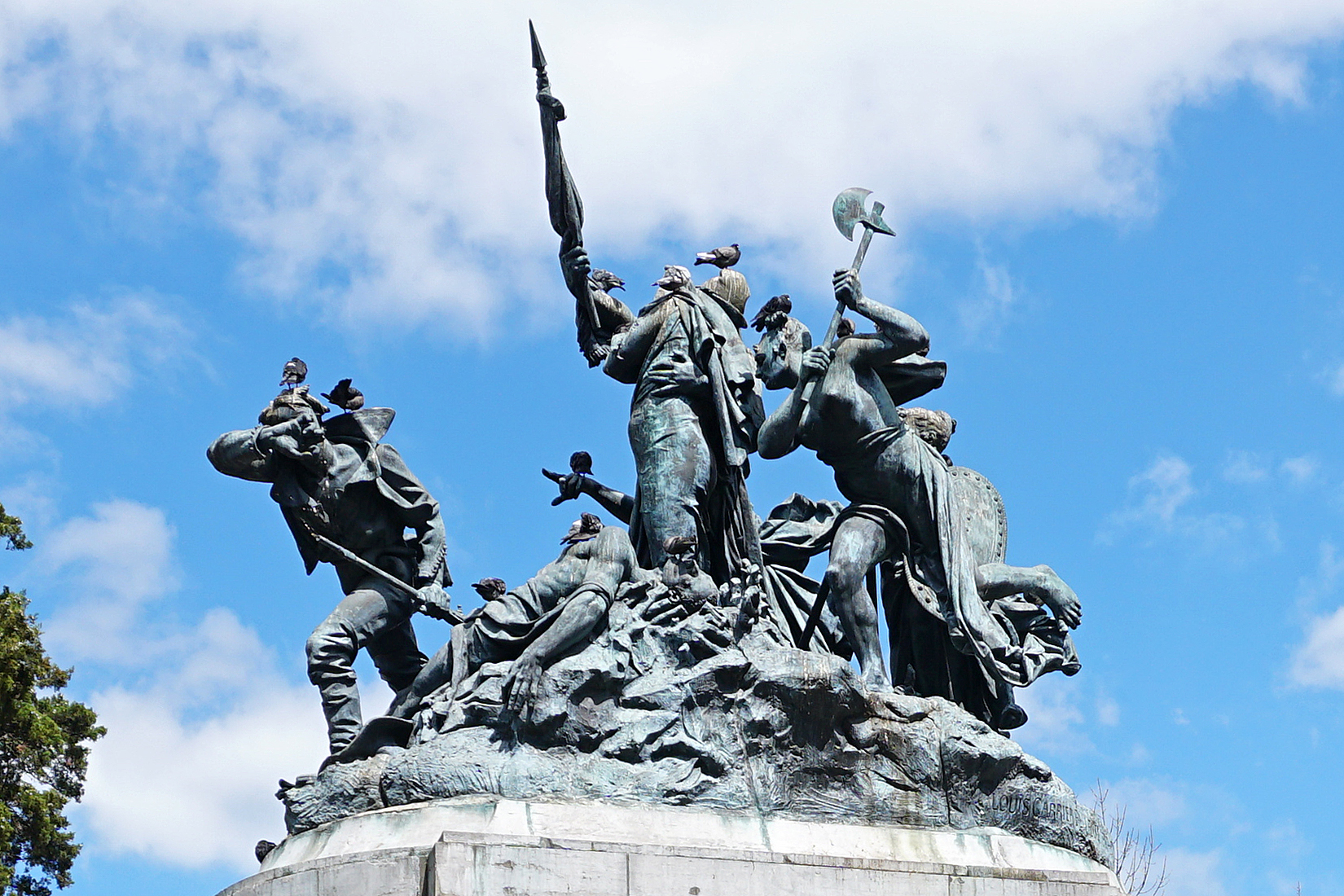
Monumento Nacional de Costa Rica simboliza a las cinco Repúblicas centroamericanas unidas expulsando a William Walker.

De acuerdo con Robert E. May, las campañas de William Walker en Centroamérica provocaron no solo «el nacionalismo nicaragüense, la unidad centroamericana, el conservadurismo político, la militarización», sino también un «sentimiento de furia antiestadounidense en algunos círculos».
Asimismo, según Aims McGuiness, el filibustero contribuyó a la formación de la idea de América Latina como una unidad. Precisamente, el año 1856 fue clave en el origen de ese concepto, pues apareció en un discurso del chileno Francisco Bilbao en París y en un poema del colombiano José María Torres Caicedo. Incluso manifiesta McGuiness que la derrota ante el avance filibustero podría ser la «primera victoria de América Latina ante el destino manifiesto». Otro criterio defiende el origen hispanoamericano del término, «en el marco de los temores que despertaba la política expansiva de los Estados Unidos», y rechaza el argumento de que surgió en Francia para justificar el expansionismo de Napoleón III.
Por su parte, el escritor Paul Estrade atribuye directamente a la presencia del aventurero el origen del término: 

Hasta donde está averiguado, la expresión “América Latina” se inventó en 1856 para ser lanzada en son de reivindicación identitaria y de manifiesto político. Surgió con motivo de la invasión de Nicaragua por los mercenarios de William Walker, y como protesta contra la misma y también contra la potencia que, bajo ese disfraz, trataba de llevar a cabo su gran designio expansionista a expensas del Sur, después de haberlo logrado hacia el Oeste a expensas de México.

La aventura de Walker, también se vincula al imperialismo estadounidense, dado el apoyo de los Estados Unidos de América a sus campañas, o, según otros autores, es considerada parte del mismo. En ese caso Walker es calificado como «agente del imperialismo esclavista estadounidense». En una visión más amplia y matizada, Robert E. May relaciona al fenómeno del filibusterismo con el expansionismo que caracterizó desde su origen a los Estados Unidos.